# 怪獸：魔法世界奇案
《怪獸：魔法世界奇案》（英語：Fantastic Beasts: Cases From the Wizarding World）是一款2016年尋物遊戲，由Mediatonic和華納兄弟遊戲聖地牙哥工作室共同開發、華納兄弟互動娛樂發行，以奇幻小說《怪獸與牠們的產地》和《哈利波特》衍生的魔法世界為遊戲背景。該遊戲2016年11月7日在Android和iOS平台上架，並在2019年12月10日下架，2020年1月14日停止運作。

## 遊戲玩法
在《怪獸：魔法世界奇案》中，玩家需要操縱一位剛入職魔法部奇獸管控部門的菜鳥職員，並要到斜角巷、活米村、破釜酒吧等地點執行任務，透過尋找隱藏物品、分析線索、使用咒語和混製魔藥來保護奇獸和偵破懸案。

## 發展
《怪獸：魔法世界奇案》由Mediatonic和華納兄弟遊戲聖地牙哥工作室合作開發，製作團隊曾專門參與倫敦華納兄弟工作室之旅─哈利·波特的製作，以確保遊戲中出現的物品能盡可能與電影中出現的道具相似。
該遊戲於2016年11月17日，即電影《怪獸與牠們的產地》上映的前一天，在Android和iOS平台上架。

## 外部連結
- 官方網站 （页面存档备份，存于）